# Ira de titans
Ira de titans (títol original en anglès: Wrath of the Titans) és una pel·lícula estatunidenca de fantasia, seqüela de Lluita de titans. Està dirigida per Jonathan Liebesman, produïda per Basil Iwanyk i Polly Cohen Johnsen i protagonitzada per Sam Worthington, Rosamund Pike, Toby Kebbell, Liam Neeson, Ralph Fiennes i Edgar Ramírez. Es va rodar en els exteriors de Surrey (Gal·les del Sud) i a Tenerife (Espanya). La data d'estrena va ser el març de 2012, en formats 3D i 2D. Ha estat doblada i subtitulada al català.

## Argument
Una dècada després de la seva heroica victòria sobre el monstruós Kraken, Perseu (Sam Worthington) —el fill semideu de Zeus— intenta portar una vida més tranquil·la com a pescador en un llogaret i com a pare vidu amb el seu fill de 10 anys, Heleu.
Mentrestant es desenvolupa una dura lluita per la supremacia entre déus i titans. Perillosament afeblits per la falta de devoció de la humanitat, els déus perden el control dels titans empresonats i del seu feroç líder, Cronos, pare dels germans Zeus (Liam Neeson), Hades (Ralph Fiennes) i Posidó (Danny Huston), que porten molt de temps en el poder. El triumvirat havia enderrocat el seu poderós pare temps enrere, abandonant-lo fins a acabar podrint-se en el lúgubre abisme del Tàrtar, un calabós situat en les profunditats dels inferns.
Perseu no pot ignorar la seva veritable vocació quan Hades, juntament amb el fill piadós de Zeus, Ares (Edgar Ramírez), canvien les seves aliances i fan un tracte amb Cronos per a capturar a Zeus. La força dels titans augmenta a mesura que els poders divins de Zeus disminueixen, alliberant-se l'infern sobre la terra.
Reclutant l'ajuda de la guerrera Reina Andròmeda (Rosamund Pike), el fill semideu de Posidó, Agénor (Toby Kebbell), i el déu caigut Hefest (Bill Nighy), Perseu s'embarca valentament en una perillosa recerca en els inferns per a rescatar a Zeus, enderrocar els Titans i salvar la humanitat.

## Repartiment
- Sam Worthington com a Perseu, semideu fill de Zeus
- Rosamund Pike com a Andròmeda
- Toby Kebbell com a Agènor
- Ralph Fiennes com a Hades
- Liam Neeson com a Zeus
- Édgar Ramírez com a Ares
- Bill Nighy com a Hefest
- Danny Huston com a Posidó
- Lily James com a Korrina

## Llocs de filmació
- Parc Nacional del Teide (Patrimoni de la Humanitat), Canàries.
- Surrey i Gal·les del Sud, Regne Unit.